# Trixagus seriatus
Trixagus seriatus là một loài bọ cánh cứng trong họ Throscidae. Loài này được Blair miêu tả khoa học năm 1942.